# Meet the Residents
Meet the Residents es el álbum debut del grupo avant-garde estadounidense The Residents, lanzado el 1 de abril de 1974 a través de Ralph Records.

## Antecedentes
Grabado como un descanso de su proyecto fílmico Vileness Fats, el álbum se grabó y produjo de forma casera durante 1973 con ayuda del guitarrista amigo de la banda Snakefinger y basando en la teoría de N. Senada de la "organización fonética". La portada del álbum hizo famosa a la banda, siendo una parodia de Meet the Beatles!, el segundo álbum americano de The Beatles. EMI y Capitol amenazaron con demandarlos (aunque se rumorea que a George Harrison y Ringo Starr les encantó la tapa y compraron una copia). Debido a las quejas se reeditó en 1977 con  una portada diferente, que seguía parodiando a los Beatles esta vez incluyendo a "John Crawfish, George Crawfish, Paul McCrawfish, and Ringo Starfish", con ilustraciones de criaturas del mar disfrazados de Beatles.

## Lanzamiento
La edición original tuvo ventas pobres, con sólo 40 copias en su año de lanzamiento, la mayoría regresaban al editor sin abrir.

## Canciones
Todas las canciones fueron compuestas por The Residents excepto las indicadas.

| N.º | Título                    | Duración |  |
| 1.  | «Boots» (Lee Hazlewood)   | 1:30     |  |
| 2.  | «Numb Erone»              | 1:23     |  |
| 3.  | «Guylum Bardot»           | 1:22     |  |
| 4.  | «Breath and Length»       | 1:45     |  |
| 5.  | «Consuelo's Departure»    | 1:55     |  |
| 6.  | «Smelly Tongues»          | 1:35     |  |
| 7.  | «Rest Aria»               | 5:41     |  |
| 8.  | «Skratz»                  | 1:18     |  |
| 9.  | «Spotted Pinto Bean»      | 6:37     |  |
| 10. | «Infant Tango»            | 6:01     |  |
| 11. | «Seasoned Greetings»      | 5:12     |  |
| 12. | «N-ER-GEE (Crisis Blues)» | 10:06    |  |